# Сам (приток Быстрой)
Сам — река в России, протекает по Бокситогорскому району Ленинградской области. Впадает в озеро Софьино, из которого вытекает река Быстрая. Длина реки составляет 12 км. Река протекает через несколько болот. Населённых пунктов по берегам реки нет.

## Данные водного реестра
По данным государственного водного реестра России относится к Верхневолжскому бассейновому округу, водохозяйственный участок реки — Молога от истока и до устья, речной подбассейн реки — Реки бассейна Рыбинского водохранилища. Речной бассейн реки — (Верхняя) Волга до Куйбышевского водохранилища (без бассейна Оки).
Код объекта в государственном водном реестре — 08010200112110000006832.